# 诒安堡
24°10′34″N 117°48′47″E / 24.17611°N 117.81306°E
诒安堡位于中華人民共和國福建省漳浦县湖西畲族乡城内村，俗称湖西堡，距赵家堡约1千米，2001年被列为第五批全国重点文物保护单位。
诒安堡是由「平台策士」、封疆大臣黃性震于清康熙二十六年（1687年）修建，大致呈长方形，城墙周长1200米，设有四个城门、两座角楼，其中东西南三门建有城楼。

## 概況
黃性震功成名就前，就懷有「倘得一命之榮，施及三黨，是余願也」的想法，當他為官時便籌蓋詒安堡，「詒安」二字據傳寓意「一言安台」，或有說「言台之安」。
清康熙《漳州府志》記載「湖西城在縣東四十里，康熙二十七年（1688年）布政使黄性震建其城，一如趙家城之制」，詒安堡設有四個城門，正門南門稱「詒安」，東門稱「迎曦」，西門稱「毓秀」，北門稱「承慶」。東、南、西三門的城樓仿船形，北門沒有建城樓，長期封死且曾經倒塌。南門至西門開鑿有寬10公尺的護城河。城牆為三合土修築，周長1200公尺，高6.7公尺，厚2.2公尺，全部用巨大條石砌築而成，平面呈鎖形。
詒安堡十分重視外圍防禦，詒安堡門洞的門拱頂部設置注水孔，既可防止外敵向內火攻，也可助於住民向外澆熱水熱油。並且結合了「局部點式設防」與「外圍線性設防」的防禦理念，在土堡的城墻上築有一圈敞開式跑馬道和女牆，且全城開設365個垛口，城內側每隔一定距離設有登城石階，城轉角處設有敵樓，用於瞭望和射擊。還有隨處可見的內寬外窄的斗型條窗，是依防御為主、採光為輔設計，方便射擊時調整角度，也讓敵人難以窺見內部情況。詒安堡北門處的梳妝樓是土堡的制高點，坐北朝南，正前方是詒燕堂。樓呈四方形，高三層，厚實的夯土墻體，僅有入戶大門，二樓以上設計有通風窗口，後來只存部分斷壁殘垣。堡內有多處水井，另有暗渠通往堡外的護城河，暗渠兼具取水和逃生，也兼顧糧食儲備。內部建築的布局對稱，取「艮坤寅申」坐向，規劃了明確的中軸線，堡內八條石鋪通道整齊有序，95座房屋坐北向南，每排民房之間有8米寬的石砌街道，屋脊多有瓷雕裝飾，色彩紛繁，屋脊兩端翹起的「燕尾」是閩南特色的建築裝飾。
黃性震除了修建堡寨，還為了族人設置大小宗廟、義田及廟學，因此詒安堡內有兩座二進三楹的黃氏宗祠，左右有東官廳和西官廳。大宗祠位於南門內。北門內建小宗祠，專祀黃性震本支祖宗，形制與大宗祠相同。廡廊中立一青石碑「小宗祠堂碑記」，碑額鐫「以介景福」四字，署立碑時間為康熙二十九年（1690年）。大門上懸掛「贈公家廟」匾額，落款時間為康熙歲次庚午年（1690年）。小宗祠內佈置了「平台陈十策诚善也，得君日三觐其荣乎」、「筑堡立宗敦睦骏马腾，置业义学招贤总吉昌」等對聯，以紀念黃性震一生的功業與對家鄉的付出。另外，詒安堡城門內還建有供奉三平祖師公的積善寺、供奉三官大帝的廣安宮、關帝廟等。